# Janov (okres Prešov)
Janov je obec na Slovensku, v okrese Prešov v Prešovském kraji. Žije zde 327 obyvatel.

## Poloha
Obec leží ve východoslovenské části Šarišské vrchoviny v údolí Svinky. Členitá vrchovina je tvořená centrálněkarpatským flyšem. Nadmořská výška území se pohybuje v rozmezí 293 až 577 m n. m., střed obce je ve výšce 305 m n. m. Větší část území je pokrytá lesním porostem s převahou dubu a buku.

## Historie
První písemná zmínka o obci pochází z roku 1341, kde je uváděná pod názvem Janula a náležela zemanu Mikulášovi. Ves byla založena na zákupním právu šoltysem Janem. Pozdější názvy jsou Jano, Janow, maďarsky Janó.
V roce 1380 byla vesnice zakoupena rodem Abovců a od roku 1393 byla v majetku proboštství v Myšli až do druhé poloviny 16. století.
V roce 1341 byla v obci kúria, fara a mlýn. V roce 1427 byla obec daněna z dvaceti port. Později počet obyvatel klesl. V roce 1789 měla obec 31 domů a 215 obyvatel, v roce 1828 zde žilo 232 obyvatel v 32 domech.
Hlavní obživou bylo zemědělství.

## Pamětihodnosti
V obci se nachází řeckokatolický filiální kostel z roku 1864 postavený v neoklasicistním slohu. Jednolodní stavba s rovným závěrem kněžiště a s malou vestavěnou věží v západním průčelí. v interiéru se nachází ikonostas z roku 1898. Kostel patří pod farnost Ľubovec děkanátu Prešov archeparchie prešovská.